# Primaki
Primaki (del ruso: Примаки) es un selo del raión de Dinskaya del krai de Krasnodar del sur de Rusia. Está situado en la orilla izquierda del río Osechki, que desemboca en el Ponura, afluente del río Kirpili, 29 km al oeste de Dinskaya y 21 km al norte de Krasnodar, la capital del krai. Tenía 224 habitantes en 2010.
Pertenece al municipio Novotítarovskoye.